# Haran (personaj biblic)
Haran sau Aran(ebraică: הָרָן, modern: Hārān) este fiul lui Terah și fratele lui Nahor și Terah.  El este tatăl lui Lot Milca și Isca. Haran a murit după Terah.